# مقاطعة باجورا
مقاطعة باجورا هي مدينة من مدن نيبال. يبلغ عدد سكانها 134,912 نسمة وذلك حسب إحصائيات سنة 2011. يبلغ ارتفاع المدينة عن سطح البحر قرابة 6400 متر. تبلغ مساحتها 2188 كم².

## معرض صور

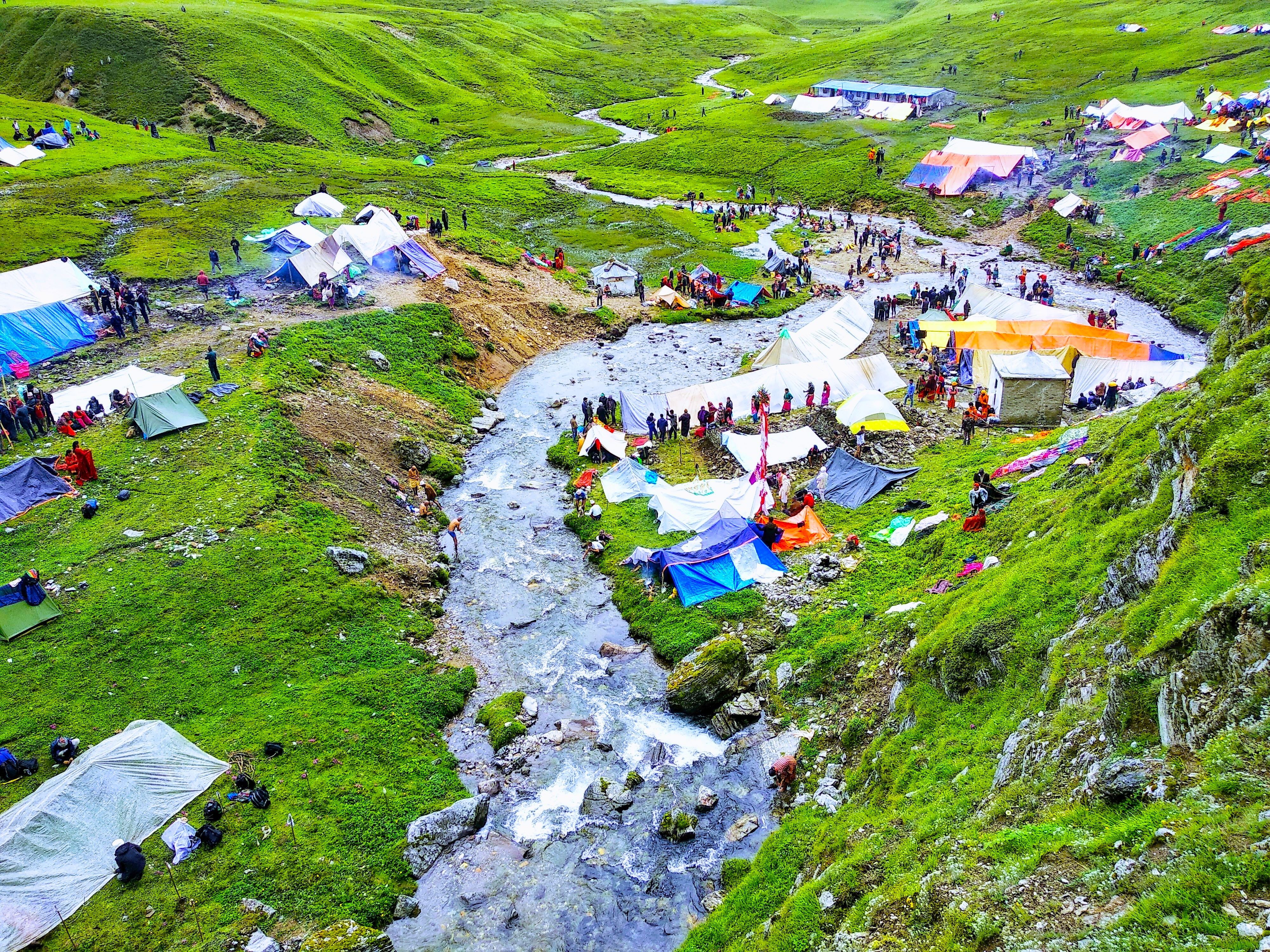
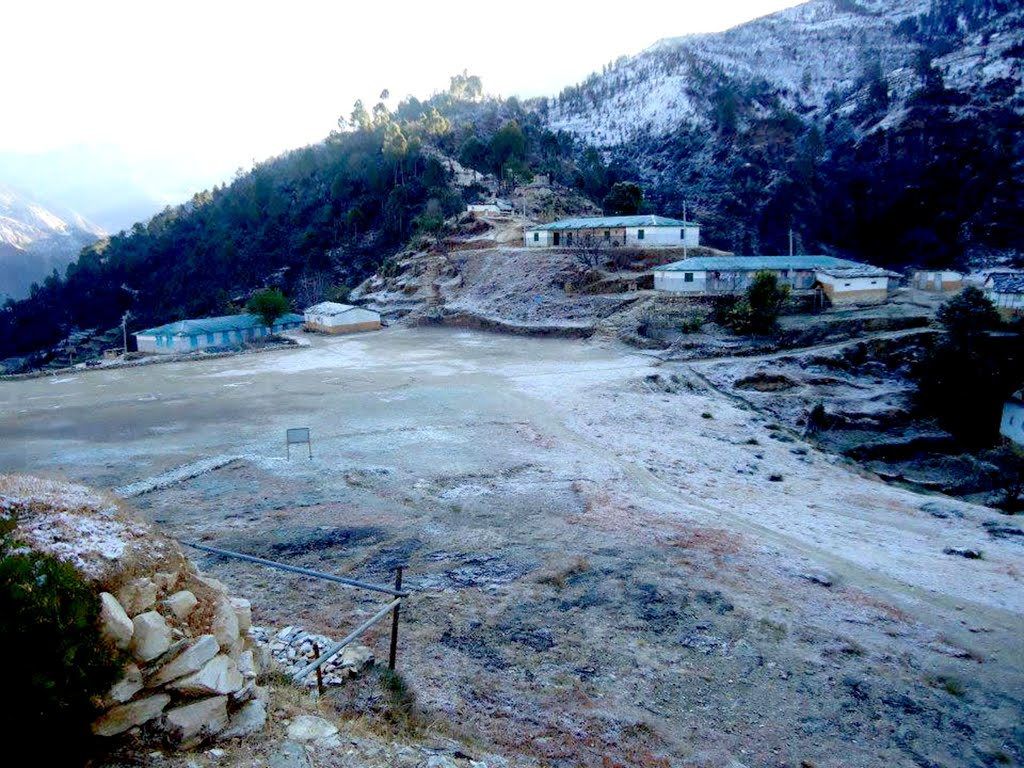
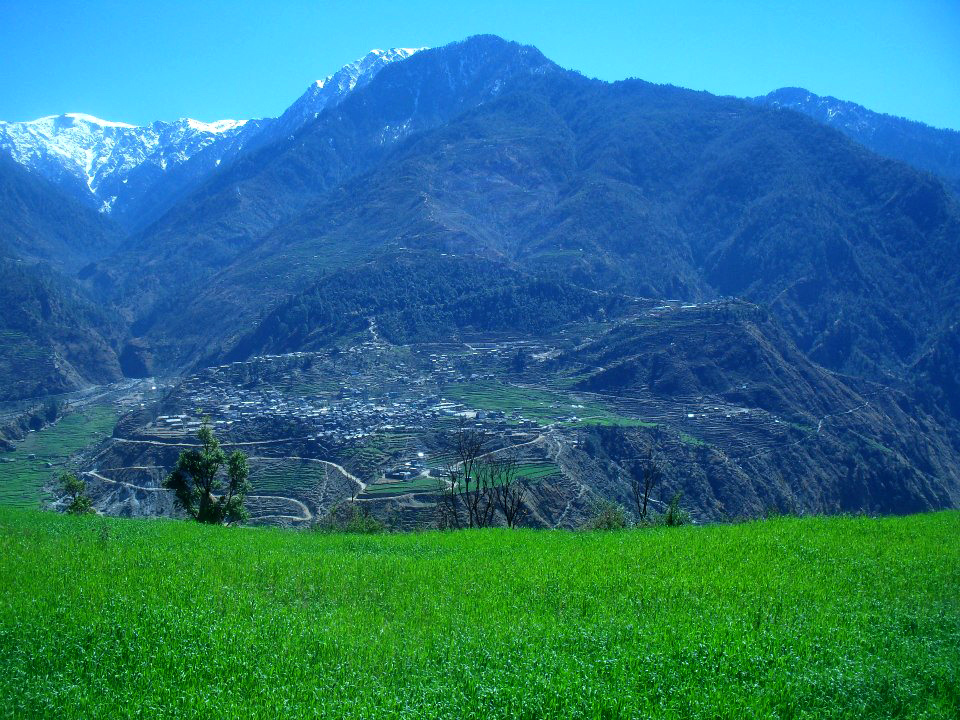
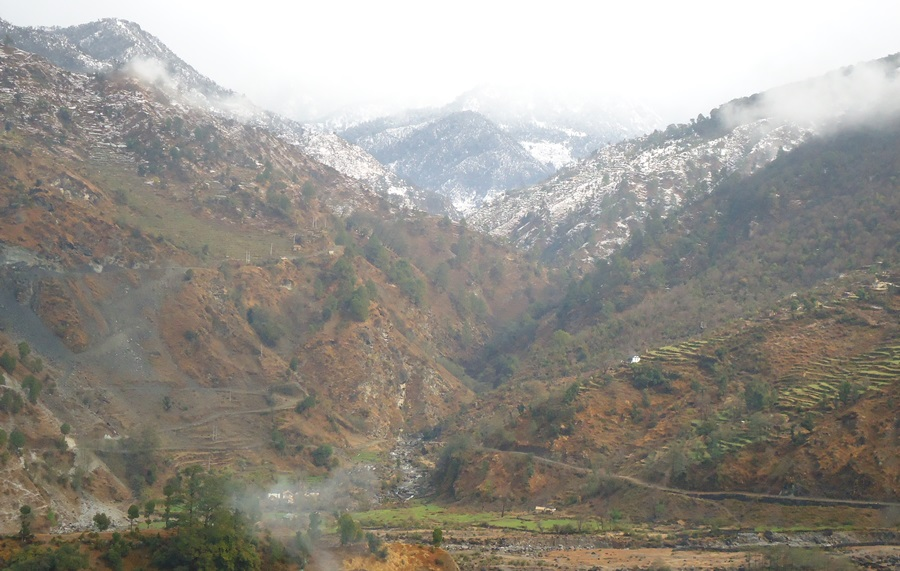
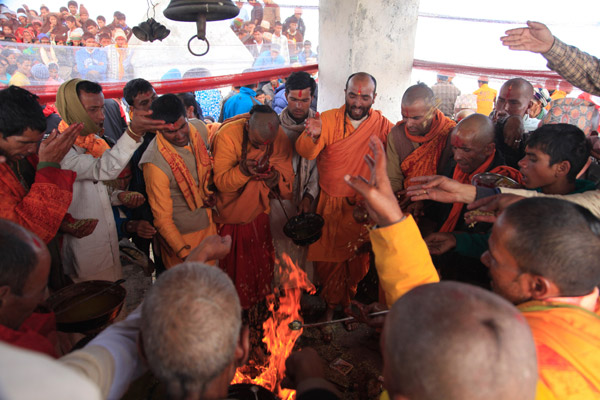